# Зоннентайль, Юрген
Юрген Зоннентайль (нем. Jürgen Sonnentheil; род. 1961) — немецкий органист и дирижёр.
В детские годы пел в известном хоре мальчиков из Виндсбаха. Изучал орган и церковную музыку в Байройте, Кёльне и Дюссельдорфе, прежде всего под руководством Виктора Лукаса. Занимался также в мастер-классах Мари Клер Ален, Тона Коопмана, Ги Бове. На протяжении многих лет органист и музыкальный руководитель церкви Святого Петра в Куксхафене, организатор проходящего в городе Баховского фестиваля. Гастролировал в различных городах Германии, Париже, Амстердаме, Зальцбурге, Варшаве, Риге и др.
Как органист записал собрания органных сочинений Вильгельма Миддельшульте и Ромуалдса Калсонса, сонаты Йозефа Райнбергера. Как дирижёр вместе со специально собранным оркестровым составом записал три альбома с произведениями Яна Дисмаса Зеленки.